# Rogoredo (métro de Milan)
Pour les articles homonymes, voir Rogoredo.
Rogoredo est une station de la ligne 3 du métro de Milan, située sous la gare de Milano Rogoredo. La station et la gare tirent leur nom du quartier environnant, Rogoredo.